# Episodi di Jellystone (terza stagione)
La terza e ultima stagione della serie animata Jellystone, composta da 37 episodi, è stata pubblicata negli Stati Uniti, da Max, dal 22 febbraio 2024 al 6 marzo 2025.
In Italia viene trasmessa su Cartoon Network dal 5 marzo 2024 al 4 luglio 2025.
| n° | Titolo originale                   | Titolo italiano                     | Pubblicazione USA | Prima TV Italia   |
| -- | ---------------------------------- | ----------------------------------- | ----------------- | ----------------- |
| 1  | Meet the Jetsons                   | Viaggio nel futuro - Parte 1        | 22 febbraio 2024  | 16 settembre 2024 |
| 1  | Meet the Jetsons                   | Viaggio nel futuro - Parte 2        | 22 febbraio 2024  | 17 settembre 2024 |
| 2  | Disco Fever                        | Disco Music                         | 22 febbraio 2024  | 5 marzo 2024      |
| 3  | Cindy vs. Noodle Arms              | La nuova Cindy                      | 22 febbraio 2024  | 6 marzo 2024      |
| 4  | Hot Guys, Cold Turkey              | Il cupido iperattivo                | 22 febbraio 2024  | 7 marzo 2024      |
| 5  | Lotions 11                         | La crema antiprurito                | 22 febbraio 2024  | 8 marzo 2024      |
| 6  | LAFF Games                         | Sfida impossibile                   | 22 febbraio 2024  | 9 marzo 2024      |
| 7  | Frankenhooky                       | I cacciatori di fantasmi            | 22 febbraio 2024  | 10 marzo 2024     |
| 8  | Girl, You My Friend!               | La vera Elektra                     | 22 febbraio 2024  | 11 marzo 2024     |
| 9  | Jellystone Noir                    | I detective di Jellystone           | 22 febbraio 2024  | 12 marzo 2024     |
| 10 | Vote Raspberry                     | Il nuovo sindaco                    | 22 febbraio 2024  | 13 marzo 2024     |
| 11 | Collection Protection              | La collezione                       | 22 febbraio 2024  | 14 marzo 2024     |
| 12 | Mummy Knows Best                   | La mummia                           | 22 febbraio 2024  | 18 settembre 2024 |
| 13 | Augie-Mented Reality               | Tatine e Papini                     | 22 febbraio 2024  | 19 settembre 2024 |
| 14 | Space Con                          | Space Con                           | 22 febbraio 2024  | 20 settembre 2024 |
| 15 | Sha-Zogi                           | La vacanza di Shazzan               | 22 febbraio 2024  | 23 settembre 2024 |
| 16 | Lil' Honk Honks                    | Tutti in pista                      | 22 febbraio 2024  | 26 settembre 2024 |
| 17 | Epic Rager                         | I cavernicoli festaioli             | 22 febbraio 2024  | 27 settembre 2024 |
| 18 | Snowdodio - Part 1                 | La magia del Nevedodio - Parte 1    | 6 marzo 2025      | 24 settembre 2024 |
| 18 | Snowdodio - Part 2                 | La magia del Nevedodio - Parte 2    | 6 marzo 2025      | 25 settembre 2024 |
| 19 | Crisis on Infinite Mirths          | Il multiverso dei cartoni - Parte 1 | 6 marzo 2025      | 4 luglio 2025     |
| 19 | Crisis on Infinite Mirths          | Il multiverso dei cartoni - Parte 2 | 6 marzo 2025      | 4 luglio 2025     |
| 20 | Heavens to Murgatroyd              | Il vero amore                       | 6 marzo 2025      | 13 gennaio 2025   |
| 21 | Spy Thriller                       | Agente scoiattolo                   | 6 marzo 2025      | 14 gennaio 2025   |
| 22 | Chair Me Matey                     | La poltrona                         | 6 marzo 2025      | 15 gennaio 2025   |
| 23 | Choir Choir, Pants on Fire         | La pronuncia sbagliata              | 6 marzo 2025      | 16 gennaio 2025   |
| 24 | Better Off Fred                    | L'amico Fred                        | 6 marzo 2025      | 17 gennaio 2025   |
| 25 | The Mountain Jumpers               | Iacchi la temeraria                 | 6 marzo 2025      | 20 gennaio 2025   |
| 26 | Jellystone! The Boardgame!         | Il gioco da tavolo di Jellystone    | 6 marzo 2025      | 21 gennaio 2025   |
| 27 | The Floodgates of Love             | Il matrimonio                       | 6 marzo 2025      | 22 gennaio 2025   |
| 28 | Jelly Robo Battle Royale           | La battaglia dei robot              | 6 marzo 2025      | 23 gennaio 2025   |
| 29 | Third Wheelie                      | La ruota di scorta                  | 6 marzo 2025      | 24 gennaio 2025   |
| 30 | The Jellystone Crumpler            | Lo sgualcitore di Jellystone        | 6 marzo 2025      | 30 giugno 2025    |
| 31 | Turn Your Head and Trough          | La società delle buone maniere      | 6 marzo 2025      | 30 giugno 2025    |
| 32 | Kabong Along With Me               | Eroi nello spazio                   | 6 marzo 2025      | 1 luglio 2025     |
| 33 | Thundarr the Barber-barian         | Un mistero da risolvere             | 6 marzo 2025      | 1 luglio 2025     |
| 34 | Yogi Juice                         | Il succo di Yoghi                   | 6 marzo 2025      | 2 luglio 2025     |
| 35 | Dr. Kabong, Professional Therapist | Il dottor Kabong                    | 6 marzo 2025      | 2 luglio 2025     |
| 36 | Theme Work Makes the Dream Work    | Sigle per tutti                     | 6 marzo 2025      | 3 luglio 2025     |
| 37 | Marinara Madness                   | Pazzia alla marinara                | 6 marzo 2025      | 3 luglio 2025     |